# Gandhara
Per altres significats vegeu Gandhara (desambiguació)
Gandhāra (sànscrit: गन्धार; paixtu: ګندهارا; urdú: گندھارا, Gandḥārā; avesta: Vaēkərəta; persa antic: Para-upari-sena; bactrià: Paropamisadae, hel·lenitzat com Paropamisos; grec antic: Caspatyrus) és un terme regional per l'est i sud-est de l'Afganistan i el centre-oest del Pakistan en l'antiguitat, que va donar nom a la ciutat de Kandahar i que estava formada per tota la vall fins a Jalalabad a l'est i Tàxila al nord. Durant el període hel·lenístic la capital fou Charsadda (Pushkalavati), però posteriorment es va traslladar a Purushapura (Peshawar) sota l'emperador kuixan Kanishka el Gran vers 127. Més tard la capital va passar a Kapisa (Bagram, 60 km al nord de Kabul), Tàxila, Puruṣapura (Peshawar) i finalment Udabhandapura (Wayhind).
Els límits de Gandhara foren variables incloent a vegades Swat (Sanskrit: Suvāstu) però en tot cas el cor de la regió era la vall de Peshawar.

## El nom
El nom Gandhara, registrat a l'Avesta com Vaēkərəta, no s'esmenta en sànscrit vèdic. Es produeix més tard en el sànscrit clàssic de les epopeies. No obstant això, els habitants de Gandhara (els gandharis o gandares) són una tribu esmentada en el Rig Veda, el Atharvaveda i textos posteriors. Un origen proposat del nom prové de la paraula sànscrita "gandha" que significa "perfum", en referència a les espècies i "les herbes aromàtiques que [els habitants] negocien i amb les quals s'ungexen a si mateixos." Alguns autors han connectat la moderna Kandahar al nom Gandhara.
Una forma persa del nom, Gandara, és esmentat per Heròdot en el context de la història de l'explorador grec Scylax de Carianda, que navegava pel riu Indus, a partir de la ciutat de Caspatyrus a Gandara (Κασπάτυρος, πόλις Γανδαρική). Heròdot registra que aquestes tribus iranianes, que estaven adjacents a la ciutat de Caspatyrus i el districte de Pactyïce, tenien costums similars als bactrians, i eren els més bel·licosos entre ells. Aquestes són també les gents que obtenien l'or dels grans formiguers de la vora del desert. Sobre la identitat de Caspatyrus, hi ha hagut dues opinions, una que proposa Kabul, l'altre que la vincula al nom de Caixmir (Kasyapa pura, condensada com Kaspapur com es troba en Hecateu).

## Prehistòria
Hi ha evidències d'habitació humana a la zona amb eines de pedra i ossos cremats que foren descoberts a Sanghao en unes coves prop de Mardan. Els artefactes s'han datat entre 15.000 i 30.000 anys.
La regió va mostrar la influència de la cultura sud-central asiàtica de l'edat de bronze amb la cultura de tombes de Gandhara i el nucli de la civilització vèdica que va florir entre 1500 i 500 aC. Hi ha evidències a Swat, Dir i Tàxila.
El nom Gandhāris és esmentat al Rigveda (RV 1.126.7) i en antigues inscripcions aquemènides. La inscripció de Behistun dona la llista de 23 territoris del rei Darios I (519 aC) que inclou Gandāra junt amb Bactria i Sattagydia (Θataguš). En el llibre Historia de Heròdot, Gandhara és anomenada com a font de recaptació de taxes del rei Darios. Els Gandhāris, junt als Balhika (Bactrians), Mūjavants, Anges i Magadhes són també esmentats al Atharvaveda (AV 5.22.14), com a pobles llunyans. Els Gandharis estaven inclosos en la divisió de Uttarapatha de les tradicions puràniques i budistes. El Aitareya Brahmana es refereix al rei Naganajit de Gandhara que era contemporani de Janaka, rei de Videha.

## Tradicions èpoques i puràniques
Gandhara té un paper important al Ramayana i al Mahabharata. Rama va consolidar el govern del regne Kosala sobre la península Índia i els seus germans i fills van governar els 16 Janapades (regnes principals del nord de l'Índia) en aquest temps (final del segle VII aC).
Al Mahabharata, la princesa Gandhari es va casar al rei cec de Hastinapur Dhritrashtra i fou la mare de Duryodhana i altres Kauraves. El príncep de Gandhara, Shakuni, estava en contra del matrimoni però el va acceptar per por d'una invasió des de Hastinapur. A continuació Shakuni va influir en el Kaurava príncep Duryodhana i va tenir un paper destacat en la gran guerra de Kurukshetra que va eliminar a tota la família de Kuru incloent Bhishma i un centenar de germans Kauraves. Segons les tradicions puràniques el janapada fou fundat per Gandhāra, fill d'Aruddha, un descendent de Yayāti. El príncep de Gandhara es diu que era descendent de la línia de Druhyu, que fou rei de la tribu Druhyu del període Rigvèdic. Segons el Vayu Purana (II.36.107), els Gandhares foren destruïts per Pramiti, àlies Kalika, a la mort de Kaliyuga.
Les primeres ciutats de Gandhara foren Puruṣapura (Peshawar), Takṣaśilā (Tàxila) i Pushkalavati. Aquesta darrera fou la primera capital de Gandhara (fins al segle II quan fou traslladada a Peshawar). Fou un centre de pelegrinatge budista. Pushkalavati, a la vall de Peshawar estava situada a la confluència dels rius Swat i Kabul; el lloc és anomenat avui Prag (derivat de Prayāga) i considerat sagrat; la gent porta els seus mort allí per enterrament. Similar característiques geogràfiques es troben al lloc de Prang a Caixmir i també a la confluència del Ganges i el Yamuna Kashmir on hi ha la ciutat sagrada de Pratag
a l'oest de Benarés. La ciutat de Tàxila fou un centre important d'ensenyament hindú i budista des del segle V aC fins al segle ii.

## Part de la Pèrsia Aquemènida
Cir el Gran (558–530 aC) va unir els pobles iranians en un sol estat que anava dels Bòsfor a l'Indus. Els mahajanapades de Gandhara i Kamboja aviat van caure en poder d'aquest nou imperi dirigit per la dinastia aquemènida, be sota el mateix Cir el Gran o al principi del regnat de Darios I. Gandhara i Kamboja van format la satrapai VII, la més oriental de l'Imperi. Quan els aquemènides van conquerir Gandhara era rei Pushkarasakti, un contemporani del rei Bimbisara de Magadha; se sap que estava enfrontat en una guerra contra el regne d'Avanti i els Pandaves
La inscripció de la tomba de Darios (521–486 aC) a Naqsh-e Rustam prop de Persèpolis esmenta GADĀRA (Gandāra) i HINDUSH (Hənduš, Sind) en la llista de satrapies. La capital era Pushkalavati. Sir Mortimer Wheeler va dirigir algunes excavacions allí el 1962 i va identificar algunes restes aquemènides. L'administració persa comportava un sistema centralitzat i burocràtic; grans erudits com Panini i Kautilya vivien en aquest ambient cosmopolita. El alfabet Kharosthi, derivat d'un utilitzat per l'arameu (llengua oficial a l'imperi aquemènida), es va desenvolupar com escriptura nacional (condició que mantindria fins al segle iii).

## Part de l'Imperi macedònic d'Alexandre
El poder aquemènida s'havia debilitat vers el 380 aC i a Gandhara van sorgir alguns regnes. El 327 aC, Alexandre el Gran va conquerir Gandhara i les satrapies índies de l'imperi persa. Els macedonis ja no van emprar els noms de Kamboja i Gandhara, i en canvi van trobar una dotzena de entitats polítiques en els territoris orientals, moltes de les quals van ser conquerides. Segons les cròniques de la conquesta macedònia els hiparcs Kubhesha, Hastin (Astes) i Ambhi (Omphes) governaven respectivament la vall inferior del riu Kabul, Puskalavati (moderna Charasadda) i Tàxila; Ashvajit (cap dels Aspasoi/Aspasii o Ashvayanes), i Assakenos (cap dels Assakenoi o Ashvakayanas) que governaven parts del antic regne de Kamboja (o dels Kamboges) governant respectivament la vall superior del Kabul i Mazaga/Massaga (Mashkavati).

## Domini Maurya
Poc se sap de la influència macedònia a Gandhara en el període dels diàdocs. La regió va acabar al cap d'uns anys en mans de Seleuc I Nicàtor (finals del segle iv aC) i finalment fou bescanviada amb el rei indi de Patna (Pataliputra), Chandragupta (321 aC-297 aC), per 500 elefants pel seu exèrcit (304 aC).
Des de llavors Gandhara fou part de l'imperi indi conegut per Maurya. Un dels successors de Chandragupta, el rei maurya Asoka (272-232) va deixar alguna referència a Gandhara. Els grecs eren anomenats Yavanes. El 240 aC Bactriana, sota líders grecs, es va revoltar però el 206 aC Antíoc III el Gran va recuperar el país; però després de la seva derrota davant els romans, Eutídem es va fer independent a Bactriana (vers 189 aC) i poc després va incorporar Gandhara i regions del Panjab on el poder Maurya estava en decadència (184 aC).

## Regne grec de Bactriana
El seu fill Demetri va formar un nou regne que incloïa Gandhara, Aracòsia, Panjab i part de la vall del Ganges (Delhi). La ciutat de Tàxila fou reconstruïda en forma de ciutat grega. Demetri va governar des prop del 184 aC fins vers el 170 aC i a la seva mort el regne es va dividir entre els seus fills, Eutídem, Demetri, Panataleò i Agàtocles. Els regnes foren reunificats per Menandre I (indi Minedra) vers el 125 aC que a més es va expandir i va conquerir Patna.

## Indogrecs i saces
A la mort de Menandre el regne es va enfonsar i es va dividir en petits regnes (uns 40 almenys). Finalment des del 110 aC els sacae (saces) van atacar Gandhara i la Vall de l'Indo i van ocupar alguns dels petits regnes abans del final del segle, i es van establir amb centre a Drangiana (després Sacestan, d'on ve Sistan).

## Indoparts, saces i kuixans
Dos-cents anys després els parts van dominar els petits regnes indogrecs de Gandhara. Es coneix un cap part que vivia a Tàxila (Gondofares) que suposadament es va fer cristià i va ser batejat per l'apòstol Tomàs. Els parts i els saces es van enfrontar per la possessió dels regnes fins que van arribar els kuixans. Van tenir capital a Peshawar (127) i van unificar la regió però les dades són incertes. Els kuixans eren budistes però respectaven les altres religions. Les primeres estàtues de Buda amb aparença grega però vestit com indis van ser construïdes a Gandhara, i a les regions veïnes (les més famoses las dels Budes de Bamian, a Bactriana, que van subsistir fins a la seva destrucció el 2001).

## Huna, heftalites
L'època budista es va acabar el 515 quan l'hun Mihirakula, va assolar Udyana i Caixmir. El peregrins xinès Fa Hian que va visitar la regió vers 404, hi va trobar uns 500 monestirs budistes i el poble entregat a aquesta religió. Al segle vi el poder dels hunes heftalites fou substituït per nous poders emergents: va emergir la dinastia dels Kabulxàhides que no se sap si estava formada per descendents dels kuixans o dels heftalites o per les poblacions anteriors de gandhares i kamboges que recuperaven el poder (en tot cas sense emprar aquests noms). La dinastia Kabulxàhida va tenir capital a Kapisa (Bagram) al nord de Kabul, i altres dinasties van prendre el poder a diverses regions. A Gandhara no obstant la dinastia local es va extingir i el regne va passar als sobirans de Kapisa que foren els més poderosos de la zona. Al segle vii (vers 735) Hiuen Tsiang es lamentava del declinar del budisme; poc més de cent anys després (757-764) U-K'ong encara va trobar 300 monestirs. El 870 la dinastia kabulxàhida que protegia el budisme, fou substituïda per una nova dinastia clarament hinduista fundada per un ministre i bramin (sacerdot) de nom Kallar. Des de llavors la dinastia s'identifica millor com Hinduixàhida.